# Adoration de l'Enfant (Fra Bartolomeo)
Pour les articles homonymes, voir Adoration de l'Enfant.
Cette Adoration de l'Enfant est une détrempe sur bois de Fra Bartolomeo réalisée en 1499-1500, conservée à la Galerie Borghèse de Rome.

## Histoire
La peinture, dont on ignore l’origine, n’a été retrouvée dans les inventaires de la collection Borghèse qu’à partir de 1790, reconnu dans l’inventaire de 1790 comme « Rond représentant la Sainte Famille, Raffaelle. Œuvre inachevée de Piero di Cosimo » et dans celui du fiduciaire de 1833 décrit comme « Une crèche de Lorenzo Credi, sur panneau, ronde du diamètre de 3 paumes, 11 once ». Il apparaît que la même œuvre pourrait déjà être identifiée dans la liste de 1693 comme « un tableau rond avec la Vierge, l’Enfant et saint Joseph avec cadre et inscriptions sculptées de quatre palmes du No (sic) de Raphaël ».
Son exécution  remonte à la dernière décennie du XVe siècle, lorsque le jeune peintre, ayant terminé sa formation dans l’atelier de Cosimo Rosselli, regarde avec intérêt les œuvres d’artistes tels que Piero di Cosimo et Léonard de Vinci.
Le raffinement de style indique que le tableau a été commandé par de riches commanditaires.
Quelques copies anciennes témoignent de son succès. Il subsiste quelques dessins pour la figure de l’Enfant (Vienne (Autriche), Albertina) et celle de la Vierge (Paris, musée du Louvre, cabinet des dessins) et une copie conservée au Ashmolean Museum d’Oxford, considérée comme proche chronologiquement du tondo Borghèse. Une Nativité à l’Alte Pinakothek de Monaco est considérée comme autographe par Everett Fahy par sa proximité stylistique.

## Attribution
Son attribution a été longuement discutée, mais elle est aujourd’hui unanimement attribuée à Fra Bartolomeo sur la base d’une analyse de Roberto Longhi : l’œuvre est d'abord attribuée à des artistes gravitant dans l’orbite de Lorenzo di Credi, artiste mentionné dans l’inventaire des fiducies, dès le début du XXe siècle, lorsque Giovanni Battista Cavalcaselle rapproche le tondo Borghèse d’un autre avec le même sujet conservé au Palais Pitti de Florence, les considérant tous deux comme étant de l’école de Di Credi. Le parallèle avec le tableau florentin, par la suite attribuée à la main de Cosimo Rosselli, revient constamment dans l’analyse critique du tondo Borghèse, tandis que le nom de Lorenzo di Credi, avec celui de nombreux autres artistes proposés par les chercheurs, est progressivement abandonné en faveur de l’attribution de l’œuvre à Fra Bartolomeo, selon une heureuse intuition de Roberto Longhi,,,.

## Description
Différents thèmes sont distribués dans le paysage, tout d'abord la Sainte Famille, puis l'Arcadie, l'Adoration des bergers et le Baptême du Christ.
Cette peinture de forme circulaire représente l’Adoration de l’Enfant dans un décor ouvert, où les deux éléments architecturaux en ruines laissent entrevoir un vaste paysage. Au premier plan, Marie et Joseph sont représentés à genoux devant l’Enfant Jésus, qui se trouve nu sur un coussin posé sur le sol, tendant une main vers sa mère.
Une empreinte digitale de Fra Bartolomeo a été découverte sur le bleu du ciel lors d'une restauration récente, peut-être une imitation de Léonard de Vinci, qui estampilla de cette manière certaines de ses œuvres, dont La Dame à l'hermine.

## Analyse et style
Le rendu des éléments végétaux est précis et détaillé tandis que les rapports perspectifs entre le premier plan et l’arrière-plan ne sont pas tout à fait exacts.
Cet ouvrage révèle l'influence de Lorenzo di Credi et de Léonard de Vinci dont le peintre reprend le sfumato et un étalement de la couleur par glacis.
Des matériaux précieux sont employés, l'or pour les auréoles et le lapis-lazuli.